# 腸陰窩
腸陰窩（ちょういんか、英:Intestinal crypt）は、リーベルキューン腺小窩（Crypt of Lieberkuhn gland）、腸腺（Intestinal gland）とも呼ばれ、小腸と大腸の上皮で見つかっている腺である。
この腺は、エンドペプチターゼやエクソペプチターゼとともにスクラーゼやマルターゼを含んだ様々な酵素を分泌している。この部分では通過する食物によって上皮が磨耗されるため新しい上皮が生成される。この部分で補修が間に合わない場合には大腸がん等の原因になると考えられている。